# Olivenebula albuimacula
Olivenebula albuimacula là một loài bướm đêm trong họ Noctuidae.